# Altoestrat
L'altoestrat o altoestratus és un tipus de núvol mitjà que forma un vel força homogeni, fibrós o estriat de color més o menys gris o blavenc i que es caracteritza per la uniformitat de la seva superfície inferior. Sovint presenten zones relativament clares enmig d'altres de molt fosques, però mai no es nota un veritable relleu a la seva superfície. És un tipus de núvol molt relacionat amb d'altres. D'una banda, pot ser l'evolució d'un cirroestrat o d'un altocúmul, i, de l'altra, pot esdevenir nimboestrat si es va espessint i la precipitació augmenta, i altocúmul si es va esquinçant. Aquests núvols produeixen de vegades precipitacions febles i contínues, en forma de pluja i nevades que poden ser força persistents. Sovint les precipitacions no arriben a terra i es veuen cortines fosques penjant dels núvols, anomenades virga. Estan formats per cristalls de glaç i gotes d'aigua líquida.

## Observació
En la seva presència els objectes perden l'ombra pròpia, perquè no deixen passar la llum solar ni lunar. Com la resta de núvols estratiformes, formen masses que ocupen gran part del cel, llevat del moment de la seva arribada o quan desapareixen de l'horitzó. Observant-los, es té la sensació que es tracta d'un núvol uniforme i relativament prim, cosa que no sempre és certa perquè poden tenir un gruix vertical de centenars de metres; en qualsevol cas, aquest gruix no pot competir amb l'extensió horitzontal que pot abastar alguns centenars de quilòmetres. Poden estar constituïts per dues o més bandes paral·leles parcialment soldades.